# Saint-Bômer-les-Forges
Saint-Bômer-les-Forges ist eine französische Gemeinde mit 1.023 Einwohnern (Stand: 1. Januar 2022) im Département Orne in der Region Normandie. Sie gehört zum Arrondissement Argentan und ist Teil des Kantons Domfront en Poiraie. Die Einwohner werden Bohamadiens genannt.

## Geographie
Saint-Bômer-les-Forges liegt etwa 58 Kilometer westnordwestlich von Alençon. Die Gemeinde gehört zum Regionalen Naturpark Normandie-Maine. An der nordöstlichen Gemeindegrenze verläuft das Flüsschen Halouze, das hier in die Varenne einmündet. Umgeben wird Saint-Bômer-les-Forges von den Nachbargemeinden Saint-Clair-de-Halouze im Norden, Le Châtellier im Nordosten, Banvou im Osten und Nordosten, Dompierre im Osten, Champsecret im Osten und Südosten, Domfront en Poiraie im Süden und Südwesten, Lonlay-l’Abbaye im Westen sowie Tinchebray-Bocage im Nordwesten.

## Bevölkerungsentwicklung
| Jahr                      | 1962 | 1968 | 1975 | 1982 | 1990 | 1999 | 2006 | 2013 |
| Einwohner                 | 1123 | 1075 | 968  | 983  | 875  | 854  | 977  | 1037 |
| Quelle: Cassini und INSEE |      |      |      |      |      |      |      |      |

## Sehenswürdigkeiten
- Dolmen du Creux und Dolmen du Bois de la Mégraire, jeweils Monument historique
- Kirche Saint-Bômer
- Herrenhaus von La Nocherie
- Herrenhaus von La Béradière
- Herrenhaus von La Maigraire
- Herrenhaus von Montpatry
- Reste der Burg Jumilly